# Rotte ATS
Una Rotta ATS è una rotta di volo stabilita per canalizzare il traffico aereo e facilitare l'erogazione dei servizi del traffico aereo; è un termine generico che può indicare un'Aerovia (AWY - Airway), una Rotta a Servizio Consultivo (ADR - Advisory Route), una Rotta Condizionata (CDR - Conditional Route), una Rotta RNAV (Rotta a navigazione d'area) o una Rotta VFR (VFR Route).
Spesso vengono chiamate semplicemente "aerovie", ma il termine è riduttivo e impreciso; le aerovie sono un tipo di rotta ATS, ma non l'unico.
Le Rotte ATS sono porzioni di spazio aereo a forma di corridoio che collegano punti significativi per la navigazione aerea. In Italia esistono rotte diverse dalle AWY solo al di sopra di FL 195, a parte le rotte VFR.
Prima dell'avvento del radar nel Controllo del traffico aereo, i piloti conducevano i velivoli inderogabilmente lungo un sistema di rotte che collegava tutti gli aeroporti; tale navigazione consentiva una costante e precisa determinazione della posizione dell'aeromobile e assicurava una sicura separazione dagli ostacoli nel volo a bassa quota.
Ancora oggi i piloti pianificano il loro volo secondo le Rotte ATS e poi, se necessario e compatibile con la situazione di traffico, i Controllori del Traffico Aereo forniscono reinstradamenti più brevi e diretti.

## Aerovie
Le aerovie sono spazi aerei controllati a forma di corridoio dalla larghezza di 10 Miglia Nautiche per assicurare una certa tolleranza nella navigazione dei velivoli. Al loro interno viene garantita dai controllori del traffico aereo la separazione tra gli aeromobili in volo.
Le aerovie mantengono tale denominazione solo fino al livello di volo 195 (FL 195 = 19.500 piedi di altitudine da 1013 hPa). Dal livello di volo 200 (FL200 = 20.000 piedi di altitudine da 1013 hPa) in su assumono la denominazione generica di Rotte ATS.

## Rotte a Servizio Consultivo
Le Rotte a Servizio Consultivo (ADR - Advisory Route) si differenziano dalle aerovie per il servizio fornito al loro interno; esse sono infatti Spazi aerei di classe F perché al loro interno viene fornito il Servizio consultivo del traffico aereo. Tali rotte (così come il Servizio consultivo), nel tempo sono destinate a scomparire o a trasformarsi in rotte controllate. Attualmente esse sono presenti solo nello spazio aereo inferiore e sono identificate dal suffisso F, indicante la classe dello spazio aereo.

## Rotte Condizionate
Le Rotte Condizionate (CDR - Conditional Route) sono rotte particolari, che possono essere attivate o disattivate secondo particolari esigenze o in predeterminati giorni e/o orari. I piloti quindi, nel pianificare il volo, devono verificarne di volta in volta la disponibilità.
Esistono tre tipi di Conditional Routes:
- CDR 1: Rotte pianificabili in accordo a giorni e orari pubblicati.
- CDR 2: Non previste in Italia.
- CDR 3: Rotte non pianificabili, utilizzabili solo su istruzione del controllo del traffico aereo al momento del sorvolo.

## Rotte RNAV
Le rotte a navigazione d'area (RNAV Route) sono percorsi seguiti dagli aeromobili senza riferimento a radioassistenze di terra, in base a Sistemi di Navigazione Inerziale (INS-Inertial Navigation System) o altri sistemi autonomi di bordo.
Le Rotte RNAV sono percorribili solo dagli aeromobili debitamente equipaggiati. Gli aeromobili (ad eccezione degli aeromobili di Stato) che operano all'interno delle FIR/UIR italiane lungo le rotte ATS al di sopra di FL 95, o del MEL (Minimum Enroute Level) se più alto, debbono essere equipaggiati almeno con l'equipaggiamento R-NAV che garantisca la Prestazione di Navigazione Richiesta (RNP) 5.
Se non equipaggiati RNAV, o al di sotto dei limiti verticali di cui sopra, è possibile la navigazione sulle rotte ATS identificate con designatori RNAV purché le stesse siano attestate su radioassistenze (NDB – VOR/DME) che assicurino la radioguida.

## Rotte VFR
Le Rotte VFR (Visual Flight Rules) sono instradamenti preferenziali per gli aeromobili che volano secondo le regole del volo a vista.

## Classificazione
- Rotte ATS, RNAV superiori e CDR nello spazio aereo superiore:

- Classe C da FL 200 a FL 460.
- Aerovie, RNAV inferiori e CDR nello spazio aereo inferiore:

- Classe E dal minimo livello di rotta (MEL – Minimum Enroute Level) a FL 115;
- Classe D da FL 120 a FL 195.
- Rotte a servizio consultivo:

- Classe F.
- Rotte VFR:

- Classe G.